# Something Personal
Something Personal – album jazzowego zespołu Paweł Kaczmarczyk Audiofeeling Trio wydany 9 lipca 2015 nakładem słowackiej wytwórni Hevhetia (numer katalogowy HV 0100-2-331). Płytę otwiera interpretacja "Teardrop", utworu Massive Attack.

## Lista utworów
1. Teardrop
2. Something Personal
3. Birthday Song
4. Crazy Love
5. Sunrise
6. Mr. Blacksmith
7. Garana

## Wykonawcy
- Paweł Kaczmarczyk – fortepian
- Maciej Adamczak – kontrabas
- Dawid Fortuna - perkusja

## The Crew

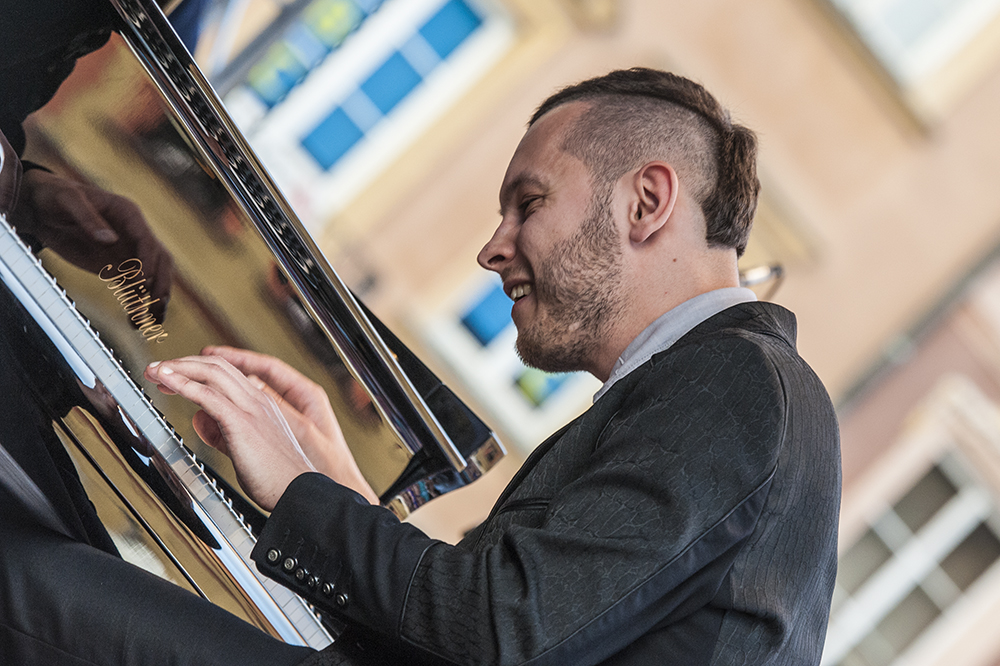
Paweł Kaczmarczyk - p
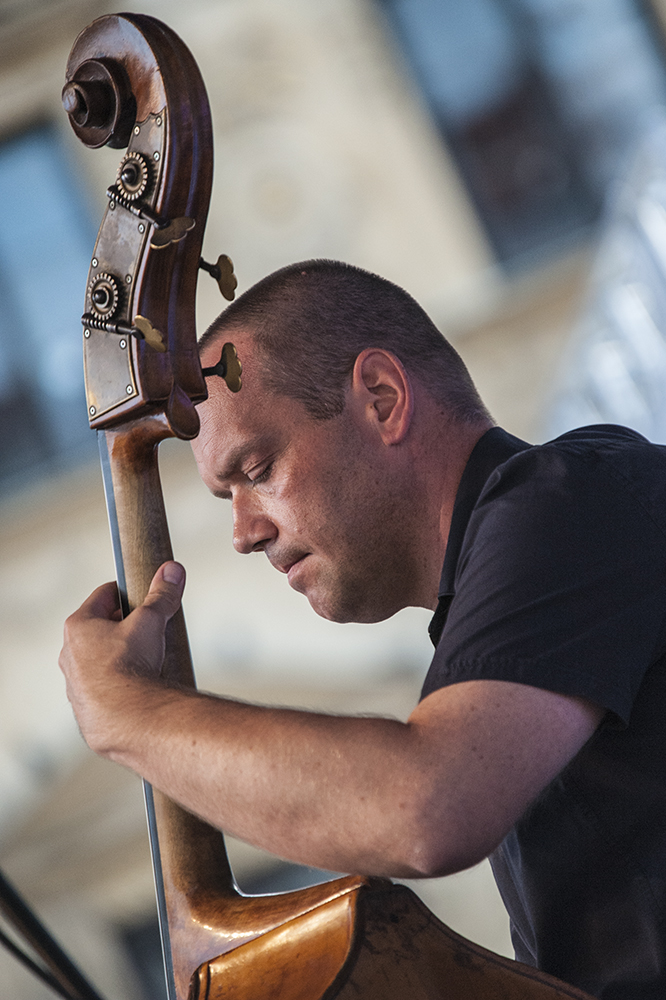
Maciej Adamczak - db
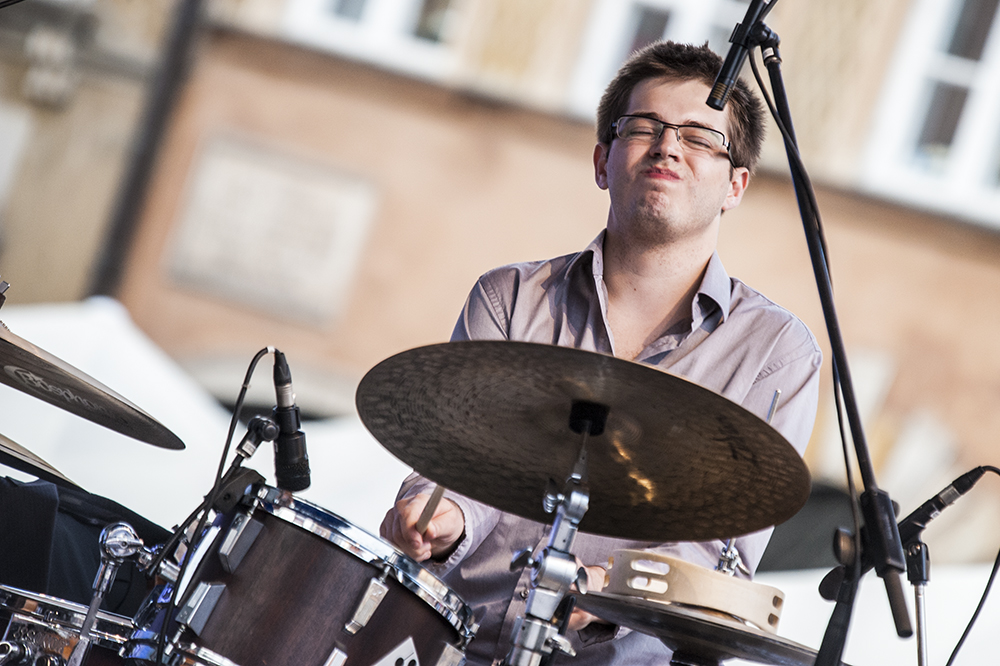
Dawid Fortuna - d

## Nagrody i wyróżnienia
- "Najlepsze płyty jazzowe i okołojazzowe 2015 roku" wg portalu Jazzsoul.pl: miejsce 21.[4]